# Zamieszki w Wielkiej Brytanii (2011)

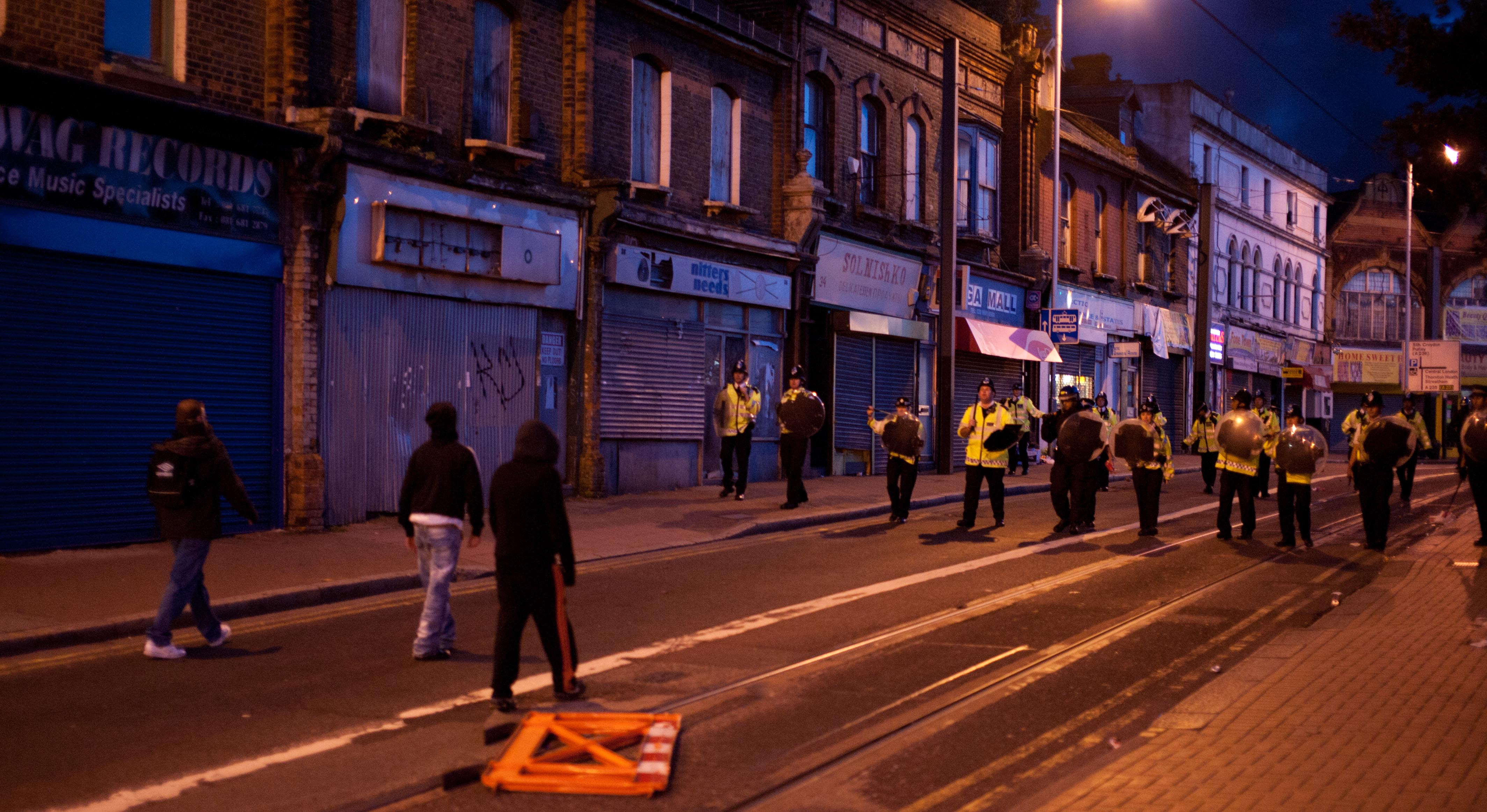
Policjanci i protestujący w Croydon

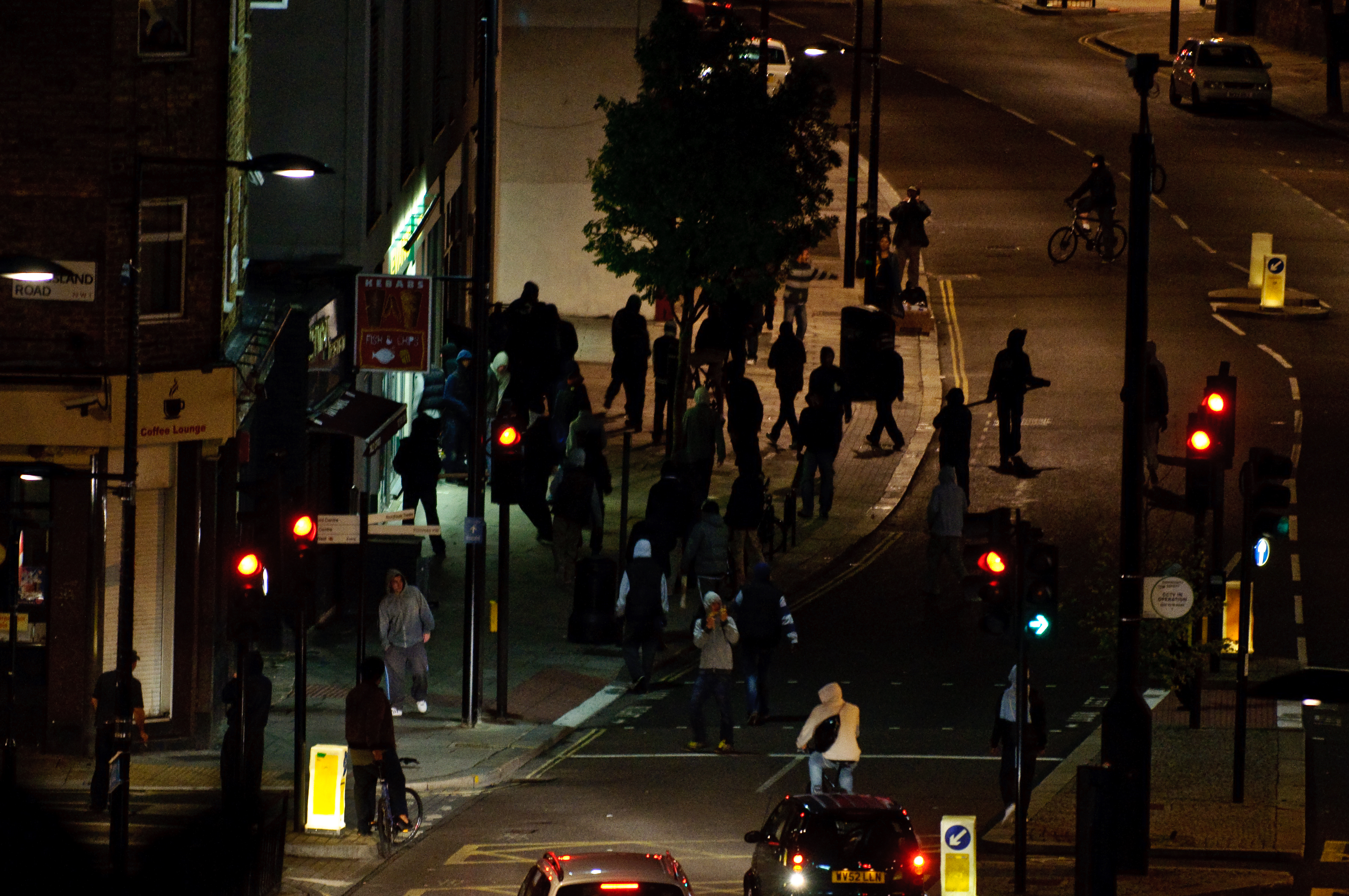
Protestujący okradający sklep z rowerami

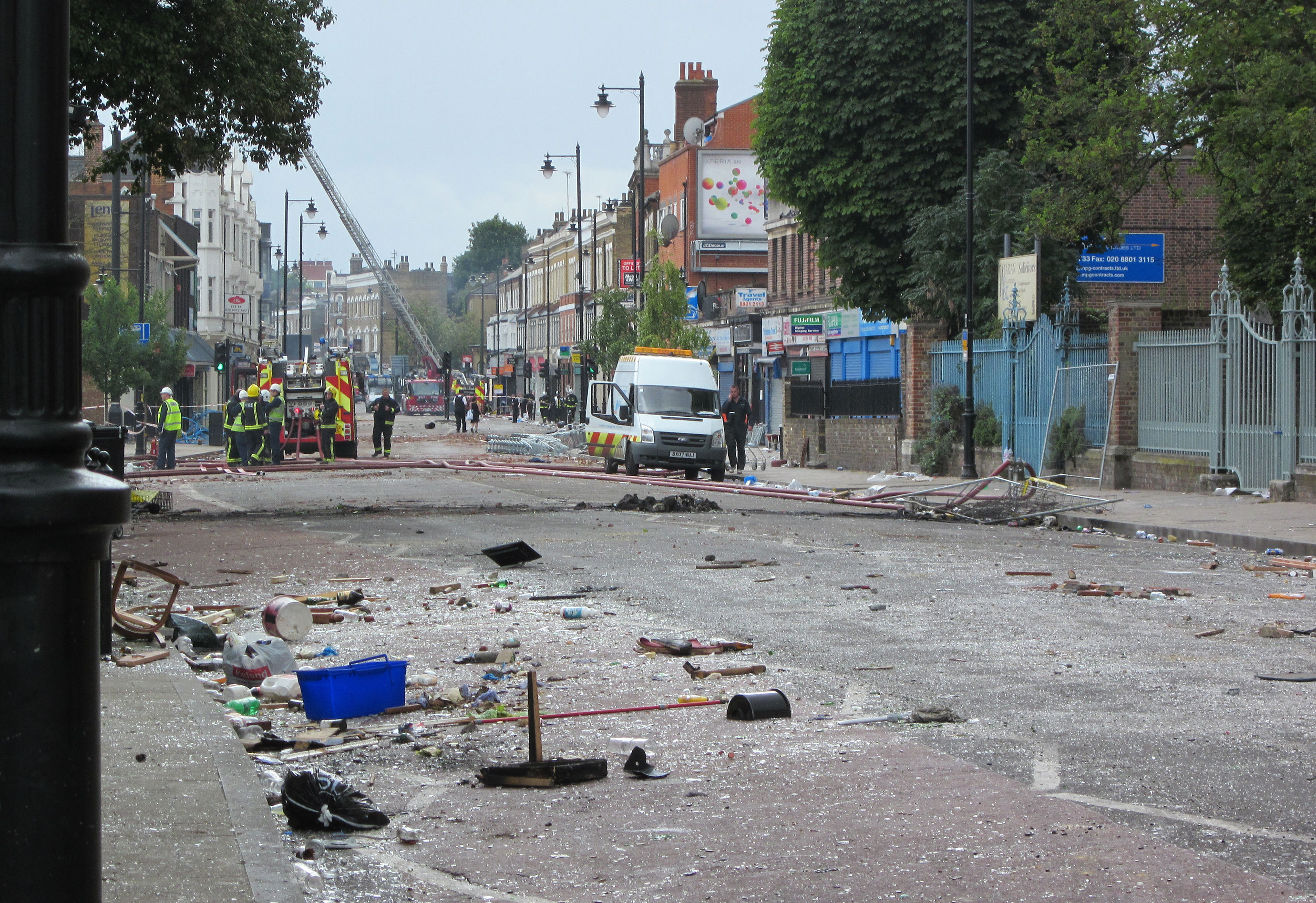
Tottenham High Road w Londynie po zamieszkach z 7 sierpnia 2011 r.

Zamieszki w Wielkiej Brytanii – trwająca od 6 do 10 sierpnia 2011 roku seria rozruchów i grabieży, mająca swój początek w londyńskiej dzielnicy Tottenham, w północnej części miasta.

## Przebieg zamieszek
Wydarzenia rozpoczęły się w wyniku śmierci 29-letniego, czarnoskórego Marka Duggana, mieszkańca Tottenhamu, który został zastrzelony podczas próby aresztowania za handel narkotykami, co wykazano w procesie sądowym w 2012 r. W styczniu 2014 oficjalnie ustalono, iż policja nie złamała prawa i nie przekroczyła swoich uprawnień strzelając do mężczyzny podczas tamtego pościgu.
Lokalne społeczeństwo zorganizowało pokojowy protest. Antypolicyjna demonstracja przerodziła się w zamieszki po tym, gdy rozpowszechniono plotkę, że policja bezpodstawnie zaatakowała 16-letnią dziewczynę, która uczestniczyła w proteście. Zamieszki rozprzestrzeniły się na kolejne dzielnice Londynu: Hackney, Brixton, Chingford, Walthamstow, Peckham, Enfield, Battersea, Croydon, Ealing, Barking, Lewisham i East Ham. W zamieszkach uczestniczyli ludzie z różnych grup etnicznych i różnych klas społecznych, w tym wiele z klasy średniej, co wywołało oburzenie w mediach.
W następnych dniach zamieszki sprowokowano w innych miastach w Wielkiej Brytanii, gdzie również demolowano i okradano sklepy, podpalano samochody, budynki mieszkalne i budynki administracji państwowej. Wszędzie atakowano funkcjonariuszy policji i niszczono wozy policyjne. Jedną z poszkodowanych z powodu płonącego budynku w dzielnicy Croydon na południu Londynu, była Polka, Monika Kończyk, której zdjęcie skaczącej z okna płonącego domu opublikowały media w Wielkiej Brytanii i Polsce.
Poza Londynem zamieszki objęły takie miasta jak: Birmingham, Bristol, Gloucester, Gillingham, Leeds, Nottingham, West Midlands, Wielki Manchester, Liverpool, Wolverhampton i West Bromwich.
W obliczu narastającego napięcia premier Wielkiej Brytanii David Cameron, minister spraw wewnętrznych Wielkiej Brytanii Theresa May oraz burmistrz Londynu Boris Johnson skrócili swoje wakacje.
Brytyjski premier poinformował, że w ciągu pierwszych trzech dni zajść w Londynie zatrzymano 450 osób. Ich sprawy były rozpatrzone przez sądy w przyspieszonym trybie postępowania. Według policji, w ciągu trzech pierwszych dni starć 100 osób postawiono w stan oskarżenia. Po zakończeniu rozruchów na terenie całej Wielkiej Brytanii aresztowano 3423 osoby i ukarano różnymi karami w procesach sądowych ok. 1000 osób. Informacje dotyczące działań sił porządkowych podczas zamieszek opublikowano w raporcie rządowym z 26 października 2011.

## Skutki zamieszek

### Zniszczenia
Właściciele sklepów tylko w Tottenhamie oszacowali straty na kilka milionów funtów. Ponadto zamieszki spowodowały nieodwracalne zniszczenia dziedzictwa architektury dzielnicy. Ogólną wartość strat na terenie samego Londynu wyceniono na 200 milionów funtów. 

### Grabieże
Masowe grabieże zostały odnotowane w różnych miejscach i miały charakter działań zaplanowanych i zorganizowanych za pomocą sieci telefoni komórkowej oraz portali społecznościowych.
Straty spowodowane tylko grabieżami w regionie samego Londynu oszacowano na 100 mln funtów. Policja Metropolitalna przydzieliła 450 detektywów do poszukiwań sprawców kradzieży. Fotografie osób dokonujących kradzieży zostały opublikowane na stronie internetowej policji.

### Suma strat
Ogólne straty materialne na skutek m.in. pożarów nieruchomości, grabieży, demolowania, wstrzymania ruchu turystycznego i transportu, w przemyśle – wywołanych zamieszkami w całej Wielkiej Brytanii między 6 a 10 sierpnia 2011 r., wyceniona na ok. 1 miliard funtów.